# 누마루
누마루(樓-)는 다락처럼 높게 만든 마루이다. 양반집의 사랑채에 주로 설치했는데, 보통 기본 평면에서 튀어나오게 한 뒤 그 밑에 기둥을 세운다. 또한, 대청이나 방보다 바닥면을 더 높게 해서 권위를 높였다. 집 안의 남자 주인이 학문을 하거나 휴식을 취하고, 손님을 상대하던 장소로 이용했다.

## 참고 문헌
- 이 문서에는 다음커뮤니케이션(현 카카오)에서 GFDL 또는 CC-SA 라이선스로 배포한 글로벌 세계대백과사전의 내용을 기초로 작성된 글이 포함되어 있습니다.